# Boutilimit
Boutilimit (arabisch بوتلميت, DMG Būtilimīt) ist der Hauptort eines der sechs Distrikte in der Verwaltungsregion Trarza im Südwesten Mauretaniens. Die Kleinstadt ist ein altes Kunsthandwerkerzentrum und berühmt für eine der größten Sammlungen mittelalterlicher arabischer Manuskripte in Westafrika. Die Gründung durch einen islamischen Heiligen im 19. Jahrhundert machte Boutilimit zu einem religiösen Bildungszentrum.

## Lage
Boutilimit liegt 154 Kilometer südöstlich der Landeshauptstadt Nouakchott vor dem Übergang der mauretanischen Sahara in die südliche Sudanzone. Innerhalb weniger Kilometer wechseln um den 17. Breitengrad vegetationsarme Wüstengebiete mit Grasebenen der Trockensavanne. Die Sanddünen (Erg) der näheren Umgebung erlauben keinen Ackerbau und erschweren die Ausdehnung der Wohnbebauung. Um Boutilimit werden neben Ziegen auch einige Rinder gehalten, die ansonsten erst weiter südlich in größeren Herden anzutreffen sind. Regen fällt in den Sommermonaten bis September/Oktober meist in Form von kurzen heftigen Gewitterschauern.
Die heute trockene Umgebung ist durch mehrere Dürreperioden im Lauf der letzten Jahrhunderte entstanden. Das vorkoloniale Emirat Trarza, dessen Ausdehnung etwa der heutigen Verwaltungsregion entspricht, war am Gummi-arabicum-Handel mit den Europäern beteiligt. Bis Anfang des 20. Jahrhunderts war Boutilimit für seine Lage inmitten von Verek-Akazien bekannt, aus denen dieser Baumsaft gewonnen wird. Das Verschwinden der Wälder führte zu einer Verschlechterung der Bodenqualität.
Von Nouakchott kommend erreicht der Durchgangsverkehr auf der einzigen asphaltierten, von West nach Ost führenden Hauptstraße Richtung Mali 108 Kilometer südöstlich die nächste Stadt Aleg. Nach anderen Richtungen gehen nur schlechte Pisten ab.

## Bevölkerung
Bei der Unabhängigkeit Mauretaniens lebten die wenigen Bewohner des Ortes überwiegend in Zelten. Die Bedeutung des Ortes vor und nach der Unabhängigkeit war wesentlich größer, als es die Einwohnerzahlen vermuten lassen. In den Jahren 2000 bis 2023 hat die Bevölkerungszahl der Gemeinde von 22.257 auf 32.347 Einwohner zugenommen. Der Hauptort selbst hat 21.353 Einwohner (2023).

## Geschichte
Die Gründung einer Siedlung erfolgte im 19. Jahrhundert an der Stelle eines alten nomadischen Lagerplatzes. Darauf geht der Name Boutilimit zurück, der sich mit „Ort, wo viel Hirse wächst“ übersetzen lässt. Die religiöse Bedeutung des Ortes ist dem Heiligen Scheich Sidiyya (1774–1868), genannt al-Kabir („der Große“) zu verdanken. Der Marabout begründete hier ein religiöses Zentrum (Zawiya).
Zu seiner Zeit, ab etwa 1810, wurde begonnen, eine Sammlung islamischer Manuskripte anzulegen, die auf über 2000 Bücher, Briefe und Verträge angewachsen ist. Die von Sidiyya begründete, von seinem Sohn Sidi Muhammad (1827–1869) und anderen Familienmitgliedern weitergeführte Koranschule machte Boutilimit zu einem Zentrum islamischer Gelehrsamkeit. Der Urenkel des Gründers, Ismaʿil Ould Sidi Baba (1900–1988) fügte der Familienbibliothek weitere Schriften hinzu. Ähnlich umfangreiche Manuskriptsammlungen gibt es in Mauretanien in Chinguetti und Tichit, kleinere in Tidjikja und Kaédi.
Der Orientalist Louis Massignon publizierte als erster 1909 eine Beschreibung der Bibliothek von Scheich Sidiyya. Er teilte die damals 1195 Schriften in theologische, juristische und Grundlagentexte ein, davon zählte er 683 gedruckte gegenüber 512 handschriftlichen Werken. In der Pariser Zeitschrift Revue du Monde Musulman erschienen, war dies die erste Beschreibung einer islamischen Bibliothek in der Sahara.
Von französischen Militärführer Xavier Coppolani stammt der Plan einer friedlichen Durchdringung Mauretaniens. Das französische Kolonialgebiet reichte um 1900 bis zum Senegalfluss als nördlicher Grenze. 1902 unterzeichnete Scheich Sidiyya Baba mit Coppolani einen Friedensvertrag, der die Provinz Trarza und die östlich anschließende Provinz Tagant den Franzosen zusprach. Der Scheich aus der Sidiyya-Familie war zu dieser Zeit der wohl einflussreichste Marabout im Süden Mauretaniens und ein Freund der Franzosen. Bis 1904 waren französische Truppen im Süden Mauretaniens präsent, die anschließende „Pazifizierung“ dauerte erheblich länger. 1934 war das Reisen in der Region für westliche Ausländer sicher geworden. In diesem Jahr bekam die französische Reiseschriftstellerin Odette du Puigaudeau die Bibliothek zu sehen. Sie erwähnt in ihrem Erlebnisbericht Koranausgaben aus verschiedenen Ländern Nordafrikas, darunter eine aus dem 13. Jahrhundert, sowie weitere wertvolle Schriften, deren Qualität sie in krassem Missverhältnis zur mangelhaften Situation ihrer Aufbewahrung stehend empfand. In Zusammenarbeit zwischen dem in Nouakchott ansässigen Institut Mauritanien de Recherche Scientifique (IMRS) unter der Leitung von Ahmadu Ould ‘Abd al–Qadir und der Universität Tübingen fertigten Rainer Oßwald und Ulrich Rebstock zwischen 1980 und 1985 im ganzen Land Mikrofilme und Kataloge der alten Schriften an.
Die französischen Kolonialherren erbauten in den größeren Siedlungen Schulen nach westlichem Vorbild, deren vornehmliches Ziel es sein sollte, einheimisches Personal für Verwaltungsaufgaben auszubilden. Die traditionellen islamischen Bildungseinrichtungen der berberisch-arabischen Bidhans, die Mahadras wurden dagegen unterdrückt. Der Widerstand gegen diese Schulpolitik kam besonders von der einheimischen Bidhan-Elite, die lieber die Kinder ihrer Arbeiter und Sklaven in die französischen Schulen schickte als ihre eigenen. Besonders die Frauen widersetzten sich der Zwangseinweisung durch französische Schulinspektoren. Nirgendwo in den französischen Kolonialgebieten Afrikas war das französische Schulmodell so unbeliebt wie im arabischen Teil Mauretaniens.
Als Ausgleich entwarfen die Franzosen ein Projekt des teilarabisierten Unterrichts, indem sie vier Medresen einrichteten, deren Fächerkanon überwiegend auf traditionelle islamische Bildung ausgerichtet war. Die erste dieser islamisch-arabischen Hochschulen wurde 1914 in Boutilimit gegründet. Ihr Lehrplan orientierte sich an demjenigen der Mahadras, dessen Kern aus Korankunde, islamischem Recht (šarīʿa), islamischen Überlieferungen (hadīth), Grammatik und arabischer Literatur besteht. Die zusätzlich eingeführten Fächer waren Französisch, Rechnen, Geografie und Geschichte. Auch aus entfernten Gegenden des Landes reisten Schüler an, die auf traditionelle Art in Zelten untergebracht wurden. 20 Jahre nach Gründung konnte die Medrese als beispielhafte und blühende Institution bewertet werden. Den drei anderen Medresen nach diesem Muster – 1933 in Timbédra, 1936 in Atar und 1939 in Kiffa gegründet – war dagegen kein Erfolg beschieden, da ihr Schwerpunkt zu stark auf der französischen Bildung gelegen hatte.
1953 wurde die Medrese von Boutilimit in Institut Musulman umbenannt. 1961, ein Jahr nach der Unabhängigkeit, wurde daraus das Institut National des Hautes Etudes Islamiques, das jedoch erst 1968 seinen Betrieb aufnahm. Mit seiner Verlegung 1979 nach Nouakchott erhielt die mittlerweile von Saudi-Arabien finanzierte islamische Bildungseinrichtung den neuen Namen Institut Supérieur d’Etudes et de Recherches Islamiques (ISERI).

## Stadtbild

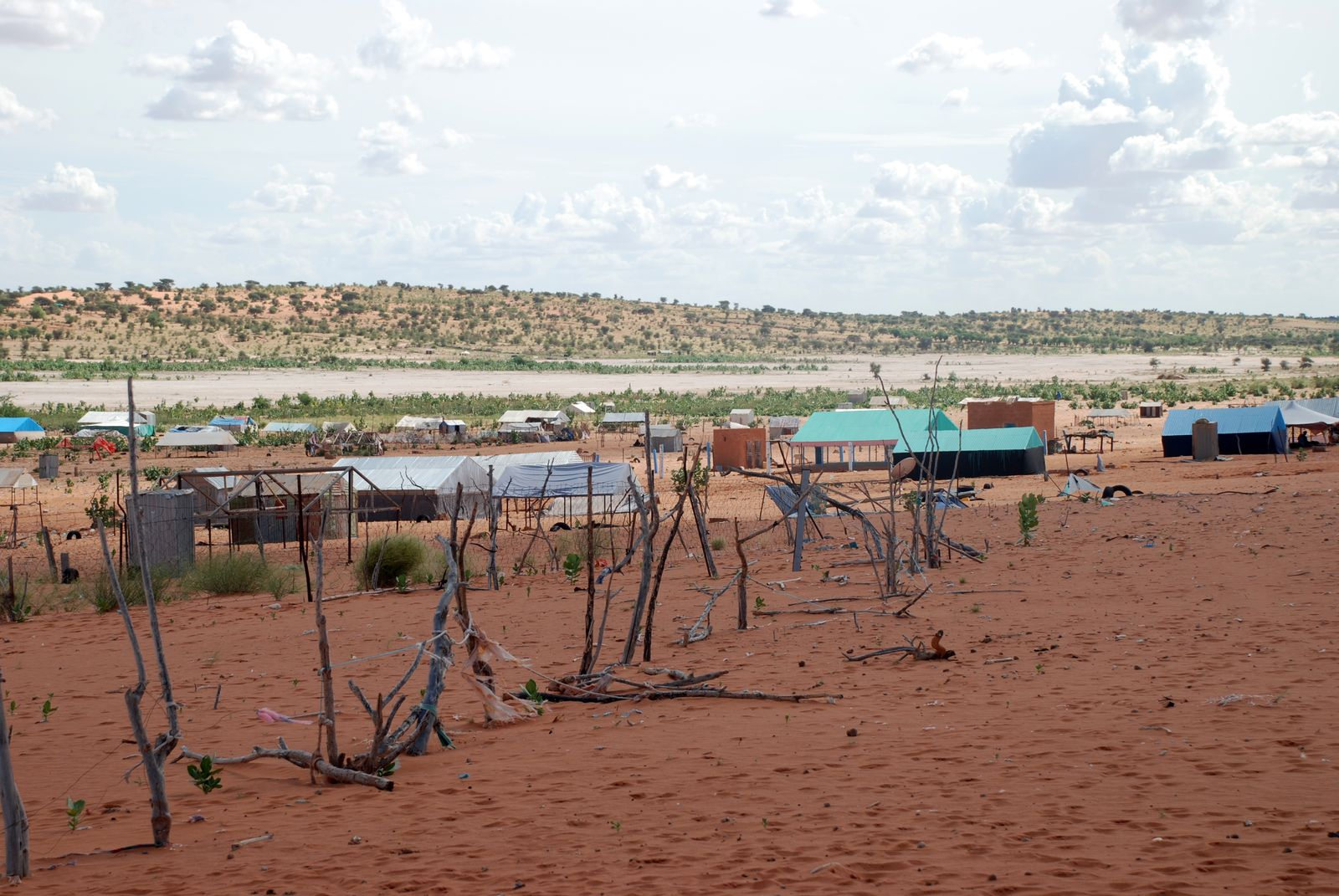
Neusiedler in Zelten im Tal südwestlich der Stadt

Die Stadt hat sich in einer breiten Talmulde zwischen Sandhügeln aus einem Straßendorf etwa zwei Kilometer entlang der Durchgangsstraße entwickelt. Am südwestlichen Ende verlässt die Straße das Tal und biegt nach Osten in Richtung Aleg um. Geradeaus setzt sich die Ebene als Oued fort, in dem nur Calotropis procera gedeiht. Die Reste ehemaliger französischer Gebäude sind an der höchsten Stelle des Hügels im Nordwesten erhalten. Die Straße nach Nouakchott führt weit um den Hügel herum, bevor sie sich nach Westen wendet. Auf den Sanddünen stehen vereinzelt Akazien, aus denen Gummi arabicum gewonnen werden kann. Der landwirtschaftliche Anbau beschränkt sich auf winzige Versuchsgärten, in denen mit Brunnenbewässerung Hirse und Melonen angepflanzt werden.
Die Vergangenheit als Nomadensiedlung ist Boutilimit mehr als anderen Städten anzusehen. Der Übergang von der Lebensweise in einem Nomadenzelt (Khaima) zur Ansiedlung in einem gemauerten Gebäude geschieht in Etappen. Außerhalb der Stadt bauen ehemalige Nomaden, die aufgrund von Dürre oder anderen wirtschaftlichen Schwierigkeiten in die Stadt geflohen sind, ihre Zelte in größerem Abstand voneinander auf. Die nächste Stufe zur Sesshaftigkeit ist ein Metallgestell, das mit Stoff oder Wellblech gedeckt zu einem offenen Pavillon wird. Diese meist blauen Satteldächer heben sich zwischen den einstöckigen braunen Flachdachhäusern als Farbflecken hervor. Die dünnwandig aus Zementhohlblocksteinen gemauerten Häuser sind klimatisch ungünstig. Sie heizen sich in der Sonne auf und lassen kaum kühlenden Wind hinein. Häufig bleiben daher die neben den Häusern aufgestellten Zeltdächer oder Pavillons der eigentliche Aufenthaltsort der Familie. Eine im Süden seltene halbnomadische Bauform stellen geflochtene Strohhütten (Tikkits) dar.
Eine 2008 begonnene und vom Emirat Qatar finanzierte Studie soll die Defizite der Infrastruktur aufzeigen. In der ungeplant gewachsenen Stadt fehlen eine Wasserversorgung der meisten Häuser, schulische Bildungseinrichtungen und ein ausreichender Gesundheitsdienst. Ein 2004 vom Erziehungsministerium fertiggestelltes College steht leer.

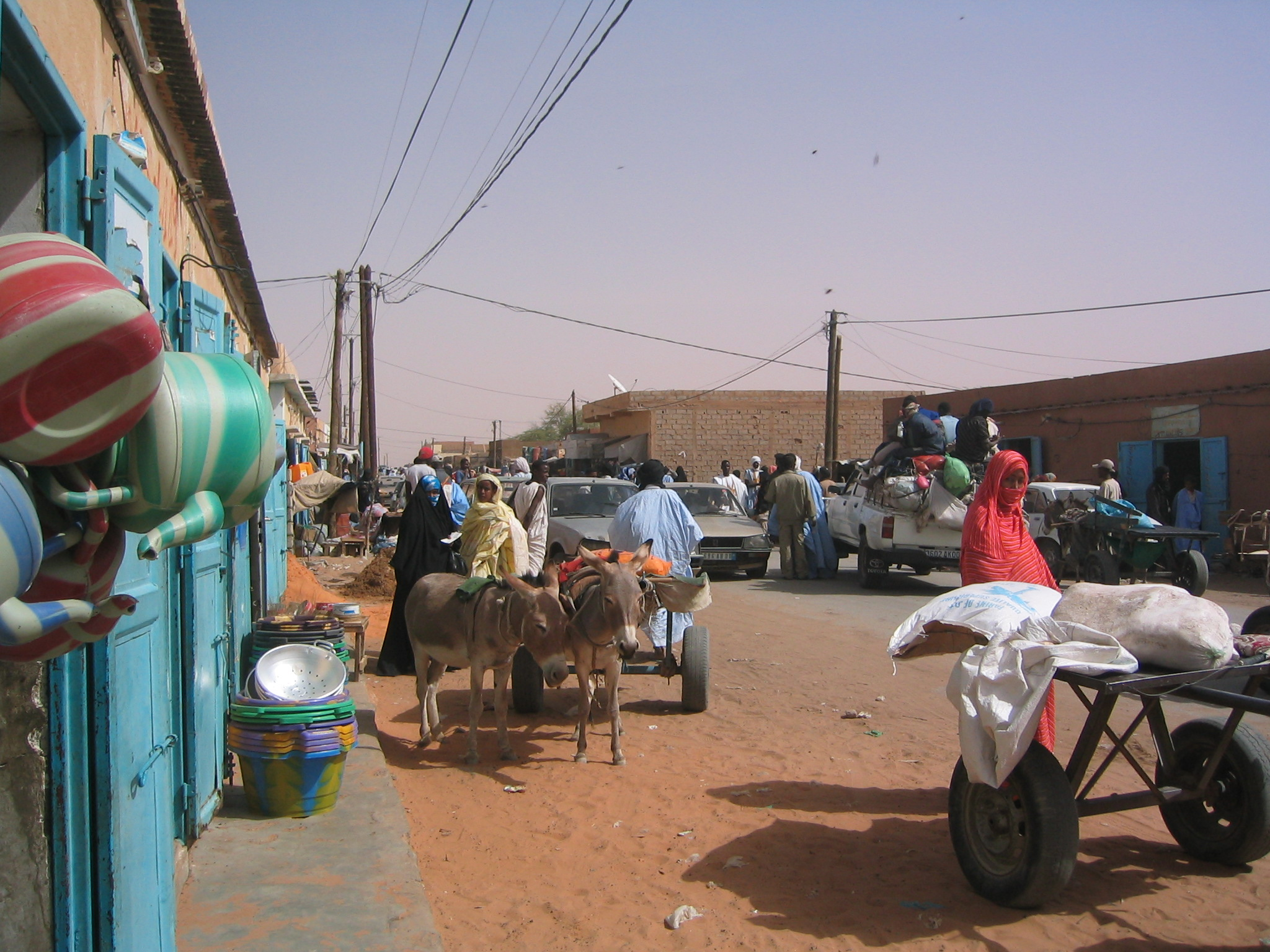
Durchgangsstraße im Marktbereich

Der geschäftige Markt in der Ortsmitte hat das übliche Sortiment an Plastikwaren und importierten Stoffen. Eine Reihe Garküchen versorgen Durchreisende mit gegrilltem Fleisch. Boutilimit hat darüber hinaus eine alte Tradition in der Herstellung von Kunstschmiedeartikeln und Haushaltswaren aus Leder, die in einigen kleinen Läden angeboten werden. Diese werden von der Kaste der Schmiede (Maʿllemīn) hergestellt, zu deren Tätigkeitsfeld nicht nur die Eisen-, sondern auch Holzverarbeitung gehört. Früher wurden vor allem Holz- und Hornarmbänder mit inkrustierten (in heißem Zustand eingehämmerten) Silberfäden verziert. Zu den von Frauen hergestellten Lederwaren gehören die mittlerweile selten gewordenen Kamelsättel (Rahla) und die überall verwendeten Armlehnkissen (Surmije). Ferner gibt es Teppiche aus Kamel- und Ziegenhaar. Die meisten der vielfältigen, früher aufwendig aus Holz und Leder gefertigten Haushaltswaren der nomadischen Kultur werden kaum noch nachgefragt.

## Söhne und Töchter der Stadt
- Moktar Ould Daddah (1924–2003), erster Präsident Mauretaniens, gehörte dem lokalen Marabout-Stamm Oulad Berri an.
- Ahmed Ould Daddah (geb. 1942), Ökonom, Beamter und Politiker (RFD)
- Ismail Ould Bedde Ould Cheikh Sidiya (geb. 1961), Ingenieur und Politiker